# Opilioacarus platensis
Opilioacarus platensis är en spindeldjursart som beskrevs av Filippo Silvestri 1905. Opilioacarus platensis ingår i släktet Opilioacarus och familjen Opilioacaridae. Inga underarter finns listade i Catalogue of Life.